# Малі Хиндиці
Малі Хиндиці (словац. Malé Chyndice) — село, громада округу Нітра, Нітранський край. Кадастрова площа громади — 7.89 км².
Населення 390 осіб (станом на 31 грудня 2018 року).

## Історія
Малі Хиндиці згадується 1264 року.

## Населення
| Рік:            | 1994. | 2004.   | 2014.   | 2024.   |
| --------------- | ----- | ------- | ------- | ------- |
| Кількість осіб: | 401   | 392     | 391     | 389     |
| Різниця:        |       | -2,24 % | -0,25 % | -0,51 % |

| Рік:            | 2023. | 2024.   |
| --------------- | ----- | ------- |
| Кількість осіб: | 378   | 389     |
| Різниця:        |       | +2,91 % |